# Falsomordellistena pubescens
Falsomordellistena pubescens är en skalbaggsart som först beskrevs av Fabricius 1798.  Falsomordellistena pubescens ingår i släktet Falsomordellistena och familjen tornbaggar. Inga underarter finns listade i Catalogue of Life.